# Kikatiti
Kikatiti ist ein Verwaltungsbezirk (Ward) des Distrikts Meru in der tansanischen Region Arusha.

## Geografie
Kikatiti liegt im Norden von Tansania, etwa 25 Kilometer östlich der Regionshauptstadt Arusha an der Straße von Arusha nach Moshi.
Das Klima in Kikatiti ist warm und gemäßigt, Cfa nach der effektiven Klimaklassifikation. Die Niederschläge von durchschnittlich 758 Millimetern fallen überwiegend in den Monaten November bis Mai. Die Durchschnittstemperatur schwankt zwischen 17,9 Grad Celsius im Juli und 23,8 Grad im Februar.
Der Bezirk hat eine Fläche von 60 Quadratkilometern. Bei der Volkszählung 2022 lebten hier 21.611 Menschen in 5840 Haushalten.

## Gliederung
Der Bezirk besteht aus fünf Gemeinden (Mtaa) mit 15 Orten (Kitongoji):
| Kikatiti - Kikatiti Mjini - Surumala - Nkoamangasha | Nasholi - Mlimani - Kambi ya Mkaa | Sakila Chini - Dachi - Luwaini - Olkononoi | Ngyeku - Nkaosabaya - Mlimani - Ngyeku Kati - Chemchem | Sakila - Ulukusare - Nrumangeny - Mkufini |

## Wirtschaft und Infrastruktur
- Gesundheit: Im Bezirk befinden sich fünf Apotheken. Drei davon sind staatlich, je eine in den Gemeinden Kikatiti,[7] Ngyeku[8] und Sakila.[9] Je eine private Apotheke befindet sich in Kikatiti[10] und Sakila.[11]
- Bildung: Die Kikatiti Secondary School ist eine weiterführende Schule, die Jugendliche bis zur 4. Stufe ausbildet.[12]
- Straße: Eine asphaltierte Nationalstraße verbindet den Bezirk mit Arusha im Westen und Moshi im Osten.[2][13]